# Spermophorella goobita
Spermophorella goobita är en insektsart som beskrevs av U. Aspöck och H. Aspöck 1986. Spermophorella goobita ingår i släktet Spermophorella och familjen Berothidae. Inga underarter finns listade i Catalogue of Life.